# Stiftung KBF
Die Stiftung KBF gGmbH mit Sitz im baden-württembergischen Mössingen ist Träger eines Netzes von Fördereinrichtungen für Menschen mit Behinderungen und alte Menschen in der Region Neckar-Alb,  die die Landkreise Tübingen und Reutlingen sowie den Zollernalbkreis umfasst. Derzeit werden 75 Einrichtungen an 23 Standorten betrieben.
Der im Jahr 1970 aus einer Elterninitiative entstandene Verein Körperbehindertenförderung Neckar-Alb e. V. wurde zum 1. Januar 2012 in die Stiftung KBF umgewandelt, welcher einziger Gesellschafter der KBF gemeinnützige GmbH ist und seit dem 1. Januar 2014 der KBF Betriebsträgergesellschaft gGmbH ist. Stiftungsratsvorsitzender ist Thomas Seyfarth, Stiftungsvorstände Wolfgang Welte, Klaus Barthold und Beatrice Kästner. Grundlage der Arbeit ist ein humanistisches Menschenbild und eine differenzierte Konzeption.

## Freiwilligendienste
Mit zeitweise über 600 Zivildienstplätzen war die KBF die größte Zivildienststelle Deutschlands und beschäftigte in 40 Jahren mehr als 15.000 Zivildienstleistende. Die KBF betrieb eine eigene Zivildienstschule in Bodelshausen und verwaltete die Zivildienstplätze für 700 weitere Dienststellen des Paritätischen Wohlfahrtsverbandes. Mit Aussetzung der Wehrpflicht endete im Jahr 2011 auch der Zivildienst. Als dessen Nachfolge wurde der Bundesfreiwilligendienst eingeführt, für den die KBF – neben ca. 300 Plätzen für das Freiwillige Soziale Jahr – etwa 200 Plätze vorhält. Die Verwaltungsstelle wurde in einen Träger für FSJ und BFD, die Zivildienstschule zum Bildungszentrum umgewandelt. Heute ist die KBF die größte Dienststelle für Freiwilligendienste.

## Einrichtungen

### Verwaltung

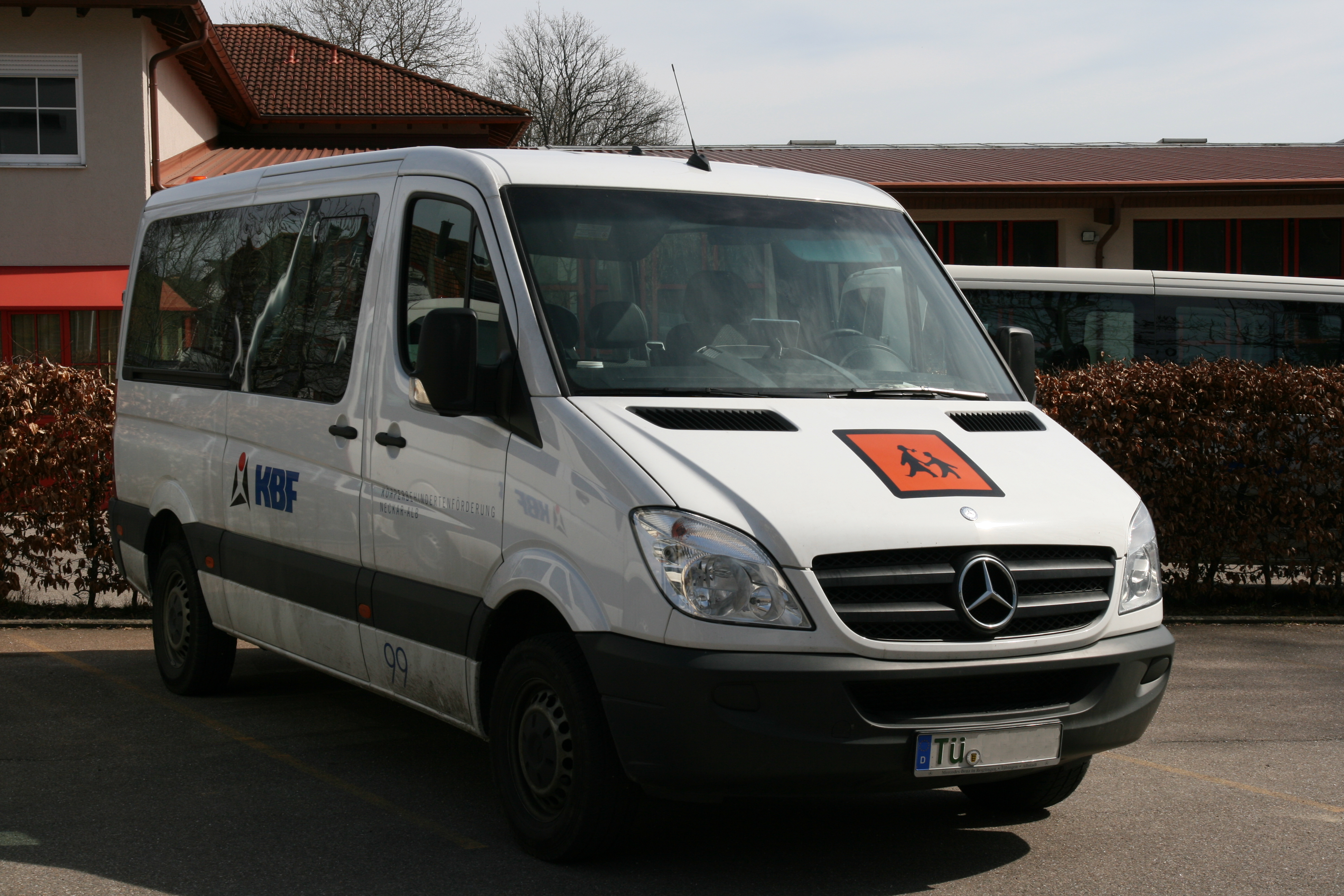
Ein typischer KBF-Bus, eines von etwa 300 Fahrzeugen der KBF

- Geschäftsführung und Verwaltung, Mössingen
- Stiftung KBF
- Beratungsdienst
- Träger von FSJ und BFD
- Fahrdienst

### Schulische Einrichtungen
Die Dreifürstensteinschule ist ein sonderpädagogisches Bildungs- und Beratungszentrum mit dem Förderschwerpunkt körperliche und motorische Entwicklung in freier Trägerschaft. Der Unterricht erfolgt nach den Bildungsplänen der Grund- und Hauptschule, der Förderschule und der Schule für Geistigbehinderte. Der Schule sind eine Frühberatungsstelle und ein Internat angegliedert. Außenstellen der Schule befinden sich in Dornstetten und Münsingen. Zum Schuljahr 2011/2012 wurde die Dreifürstensteinschule um eine Grundschule für nicht behinderte Kinder erweitert. Benannt ist die Schule nach dem Dreifürstenstein.

Dreifürstensteinschule Mössingen
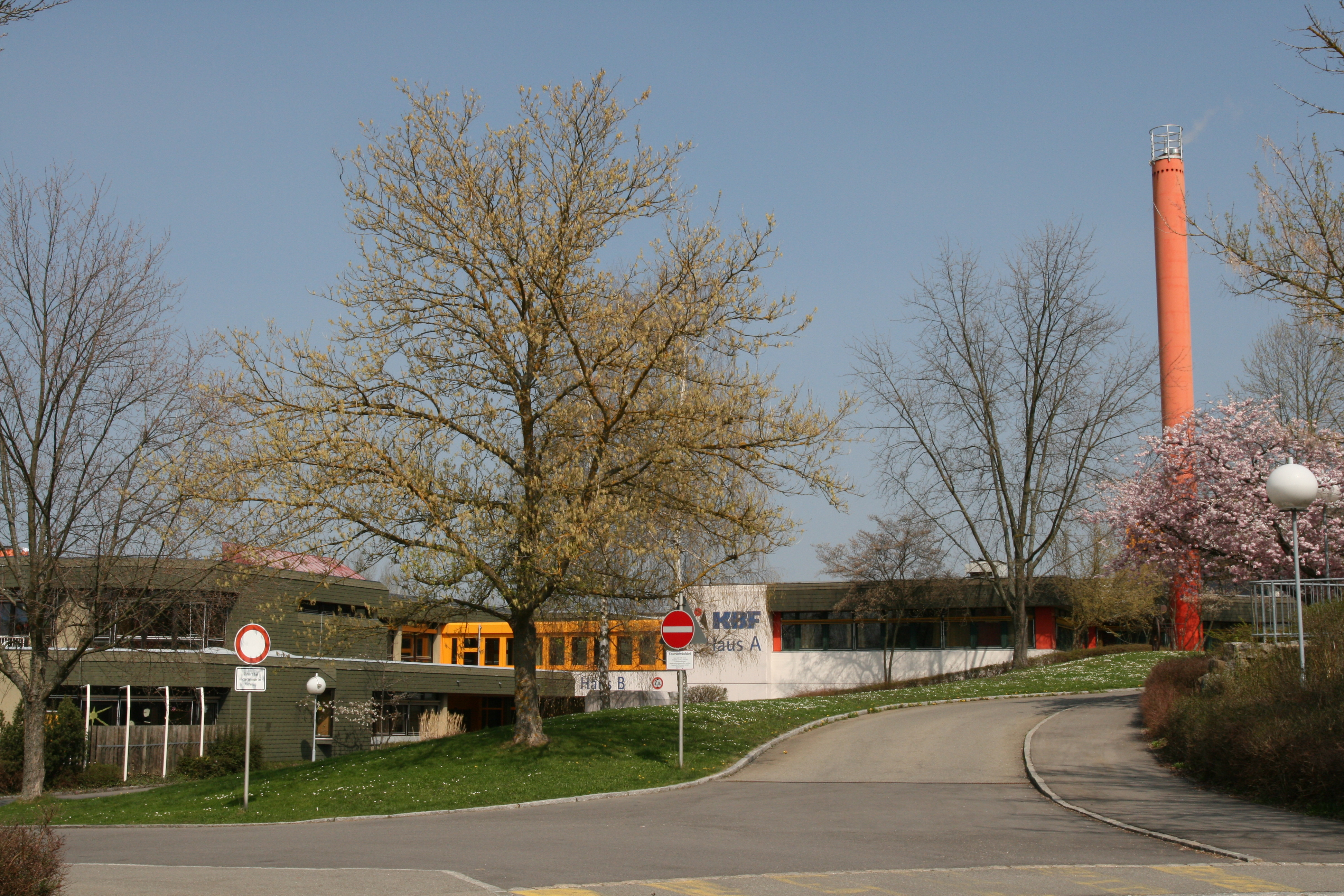
Haus A und B
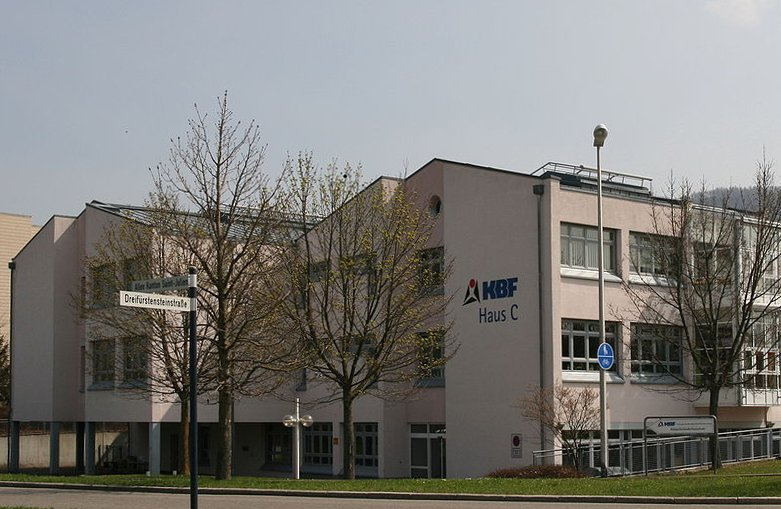
Haus C
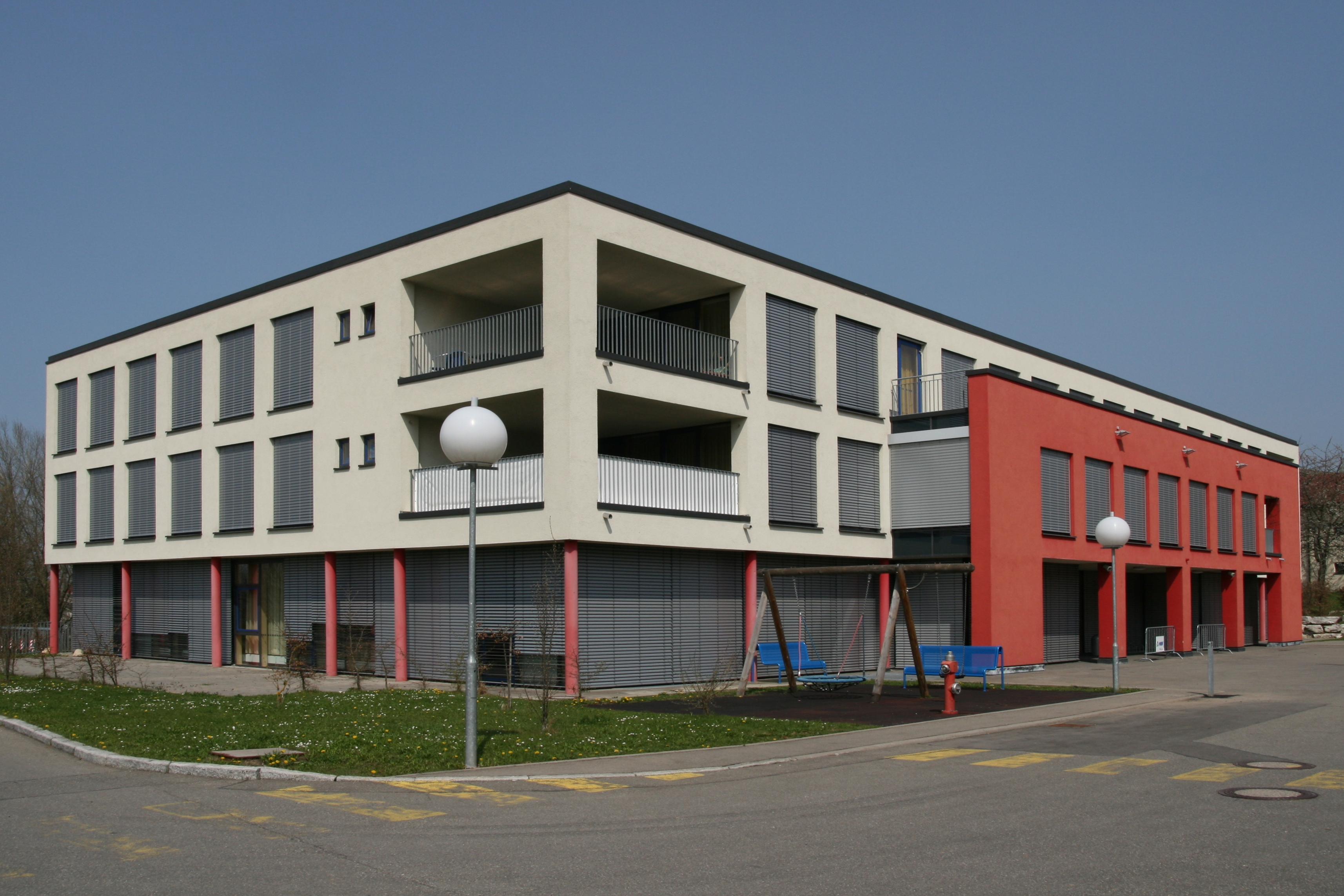
Haus D
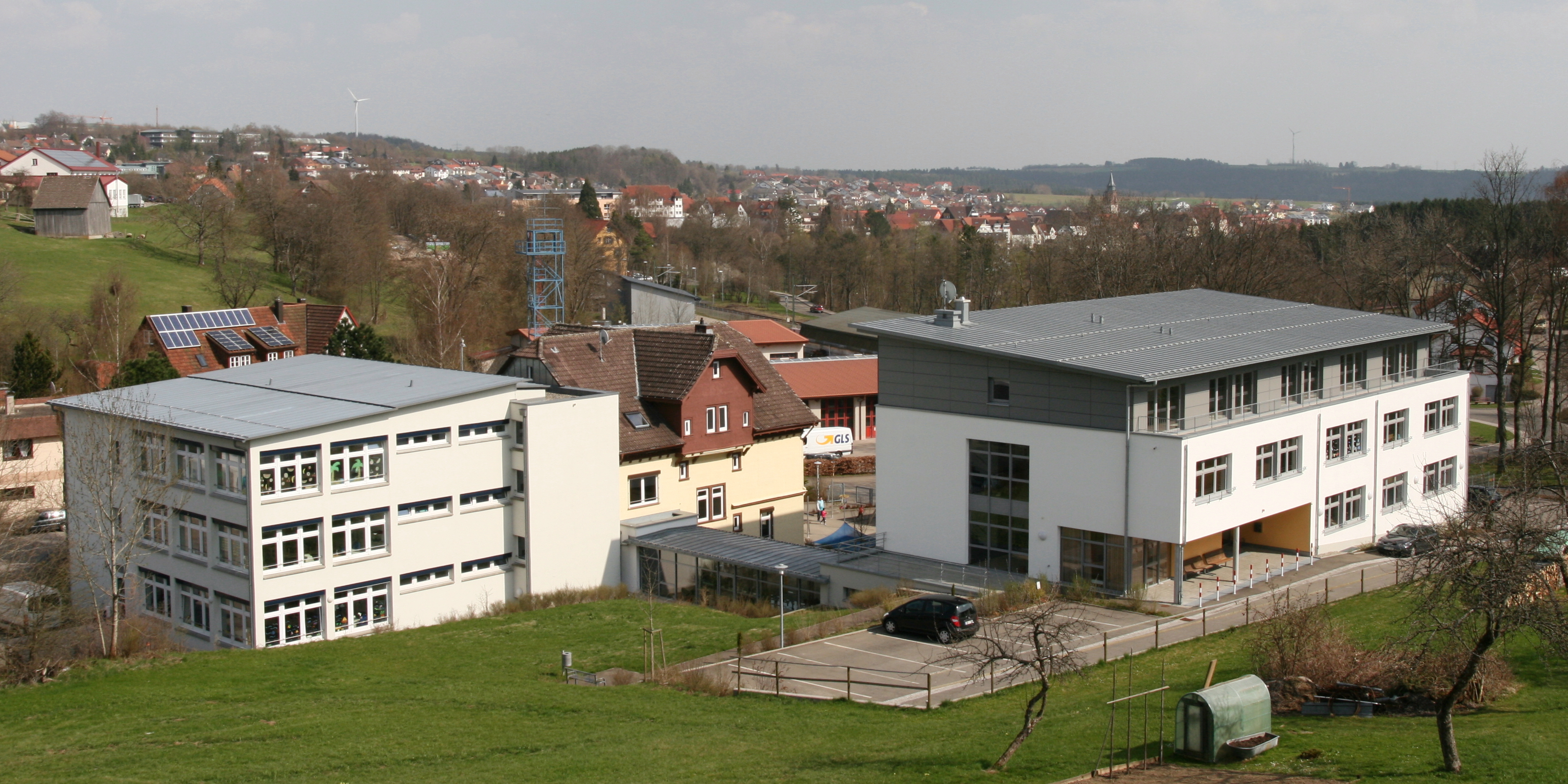
Außenstelle Dornstetten
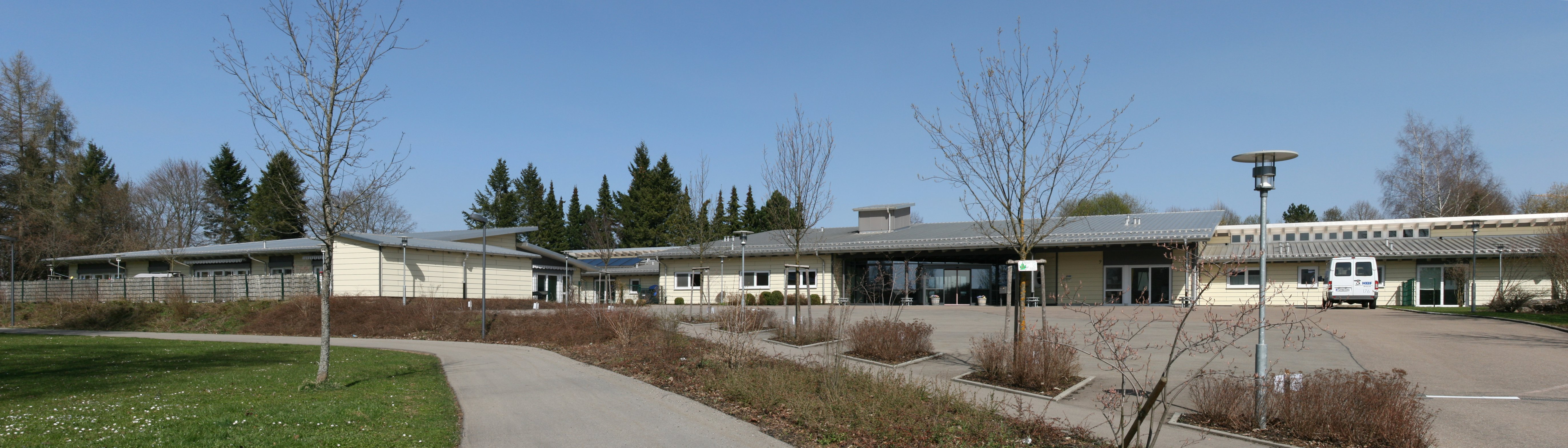
Außenstelle Münsingen

Die Ringelbachschule – Berufliche Bildung in Reutlingen bietet insbesondere jungen Menschen mit Körperbehinderungen neben einem einjährigen VAB zwei- bis dreijährige Ausbildungen im kaufmännischen, hauswirtschaftlichen und gewerblichen Bereich. Dabei finden sowohl der schulische, als auch der Ausbildungsteil an der Ringelbachschule statt. Teil der Konzeption ist die Arbeit in Übungs- und Schülerfirmen. Der Schule ist ein Internat angegliedert.

### Frühförderung
- Hechingen (Interdisziplinäre Frühförderstelle)
- Mössingen (Sonderpädagogische Frühberatungsstelle, Therapeutikum)
- Reutlingen (Interdisziplinäre Frühförderstelle)
- Tübingen (Interdisziplinäre Frühförderstelle)

### Integrative Kindertageseinrichtungen mit Schulkindergärten, Kindertagesstätten
- Albstadt-Truchtelfingen
- Balingen
- Haigerloch-Stetten
- Hechingen
- Meßstetten
- Metzingen
- Mössingen
- Münsingen
- Reutlingen-Ohmenhausen
- Tübingen-Unterjesingen
- Tübingen-Lustnau

### Einrichtungen für erwachsene Menschen mit Behinderung
- Bodelshausen (Wohnhaus, Tagesförderstätte)
- Hechingen (Wohnhaus, Tagesförderstätte, Betreutes Wohnen)
- Reutlingen (Wohnhaus, Tagesförderstätte, Betreutes Wohnen)
- Mössingen (Wohnhaus, Betreutes Wohnen)
- Tübingen (Wohnhaus, Betreutes Wohnen)

### Einrichtungen für Senioren
- Balingen (Seniorenwohnanlage „Hörnleblick“ mit Seniorenpflegeheim, Betreutes Wohnen)
- Balingen (Seniorenwohnanlage „Panorama“, Betreutes Wohnen)
- Hechingen (Betreutes Wohnen, Tagespflege)
- Hirrlingen (Seniorenpflegeheim, Betreutes Wohnen)
- Nehren (Betreutes Wohnen)
- Ofterdingen (Seniorenhaus „Mauritiusblick“ mit Seniorenpflegeheim, Betreutes Wohnen)
- Rangendingen (mit Seniorenpflegeheim, Betreutes Wohnen)
- Reutlingen (Tagespflege „Im Ringelbach“; mit Seniorenpflegeheim und betreutes Wohnen)
- Rottenburg (Seniorenwohnanlage „Ehinger Platz“ und Seniorenresidenz „Kapuzinergarten“) mit Seniorenpflegeheim und betreutes Wohnen
- Starzach mit Seniorenpflegeheim und betreutes Wohnen
- Tübingen (Betreutes Wohnen, Tagespflege)

### Mobile soziale und pflegerische Dienste
- Hechingen (Essen auf Rädern)
- Reutlingen
- Tübingen